# Archidiecezja San Juan de Cuyo
Archidiecezja San Juan de Cuyo (łac. Archidioecesis Sancti Ioannis de Cuyo) – archidiecezja Kościoła rzymskokatolickiego w Argentynie.

## Historia
W 1826 papież Leon XII powołał wikariat apostolski San Juan de Cuyo. Dotychczas wierni z tym terenów należeli do diecezji (obecnie archidiecezji) Córdoba.
19 września 1934 papież Grzegorz XVI bullą lneffabili Dei Providentia podniósł wikariat do rangi diecezji.
20 kwietnia 1934 decyzją papieża Piusa XI wyrażoną w bulli Nobilis Argentinæ Nationis diecezja została podniesiona do rangi archidiecezji metropolitalnej. W tym samym czasie diecezja utraciła część swojego terytorium na rzecz nowo powstających diecezji Mendoza i San Luis.

## Ordynariusze

### Wikariusz apostolski
- Justo Santa María de Oro y Albarracín OP (1828 - 1834)

### Biskupi San Juan de Cuyo
- Justo Santa María de Oro y Albarracín OP (1834 - 1836)
- José Manuel Eufrasio de Quiroga Sarmiento (1837 - 1852)
- Nicolás Aldazor OFM (1858 - 1866)
- Venceslao Javier José Achával y Medina OFM (1867 - 1898)
- Marcellino Benavente OP (1899 - 1910)
- José Américo Orzali (1911 - 1934)

### Arcybiskupi San Juan de Cuyo
- José Américo Orzali (1934 - 1939)
- Audino Rodríguez y Olmos (1939 - 1965)
- Ildefonso Maria Sansierra Robla OFMCap. (1966 - 1980)
- Ítalo Severino Di Stéfano (1980 - 2000)
- Alfonso Delgado Evers (2000 - 2017)
- Jorge Eduardo Lozano (od 2017)